# 900 (numero)
Novecento (900) è il numero naturale dopo l'899 e prima del 901.

## Proprietà matematiche
- È un numero pari.
- È un numero composto con 27 divisori: 1, 2, 3, 4, 5, 6, 9, 10, 12, 15, 18, 20, 25, 30, 36, 45, 50, 60, 75, 90, 100, 150, 180, 225, 300, 450, 900. Poiché la somma dei suoi divisori (escluso il numero stesso) è 1921 > 900, è un numero abbondante.
- È un quadrato perfetto, infatti 30 x 30 = 302 = 900.
- È un numero semiperfetto.
- È un numero potente.
- È un numero 301-gonale.
- È un numero di Harshad nel sistema numerico decimale.
- È parte delle terne pitagoriche (95, 900, 905), (252, 864, 900), (301, 900, 949), (375, 900, 975), (480, 900, 1020), (540, 720, 900), (560, 900, 1060), (675, 900, 1125), (900, 945, 1305), (900, 1088, 1412), (900, 1200, 1500), (900, 1365, 1635), (900, 1495, 1745), (900, 1767, 1983), (900, 1925, 2125), (900, 2160, 2340), (900, 2419, 2581), (900, 2625, 2775), (900, 3315, 3435), (900, 3696, 3804), (900, 4000, 4100), (900, 4455, 4545), (900, 5589, 5661), (900, 6720, 6780), (900, 7473, 7527), (900, 8075, 8125), (900, 10105, 10145), (900, 11232, 11268), (900, 13485, 13515), (900, 16863, 16887), (900. 20240, 20260), (900, 22491, 22509), (900, 33744, 33756), (900, 40495, 40505), (900, 50621, 50629), (900, 67497, 67503), (900, 101248, 101252), (900, 202499, 202501).
- È un numero pratico.
- È un numero malvagio.
- È un numero palindromo e un numero ondulante nel sistema di numerazione posizionale a base 14 (484), e in quello a base 29 (121).
- È altresì un numero ondulante nel sistema posizionale a base 7 (2424).
- È infine un numero palindromo e un numero a cifra ripetuta nel sistema posizionale a base 35 (PP).

## Astronomia
- 900 Rosalinde è un asteroide della fascia principale del sistema solare.
- NGC 900 è una galassia lenticolare della costellazione dell'Ariete.

## Astronautica
- Cosmos 900 è un satellite artificiale russo.

## Altri ambiti
- 900: la Saab 900 è una autovettura realizzata in varie versioni, prodotta dalla casa svedese Saab dal 1979 al 1998.
- 900: l'Alfa Romeo 900 è stato un autocarro prodotto dall'Alfa Romeo dal 1947 al 1954.
- 900: 900 (album) è un album registrato in studio con canzoni inedite di Paolo Conte.